# Prati Aridi Rocciosi di Sant`Ottilia
Prati Aridi Rocciosi di Sant`Ottilia este o arie protejată (arie specială de conservare — SAC, sit de importanță comunitară — SCI) din Italia întinsă pe o suprafață de 0,12 ha, integral pe uscat.

## Localizare
Centrul sitului Prati Aridi Rocciosi di Sant`Ottilia este situat la coordonatele 46°36′46″N 10°37′05″E / 46.6127°N 10.618°E.

## Înființare
Situl Prati Aridi Rocciosi di Sant`Ottilia a fost declarat sit de importanță comunitară în aprilie 2002 pentru a proteja 1 specie de plante. Situl a fost protejat și ca arie specială de conservare în mai 2017.

## Biodiversitate
Situată în ecoregiunea alpină, aria protejată conține 1 habitat natural: Roci stâncoase cu vegetație pionieră de Sedo-Scleranthion sau Sedo albi-Veronicion dillenii.
La baza desemnării sitului se află o specie protejată de  plante: Dracocephalum austriacum
Pe lângă speciile protejate, pe teritoriul sitului au mai fost identificate 3 specii de plante.